# Шульц, Хайнц
Хайнц Шульц (нем. Heinz Schulz, 5 января 1935, Бернбург) — немецкий боксёр полулёгкой весовой категории, выступал за сборную ГДР в первой половине 1960-х годов. Бронзовый призёр летних Олимпийских игр в Токио, обладатель бронзовой медали чемпионата Европы, участник многих международных турниров и матчевых встреч.

## Биография
Хайнц Шульц родился 5 января 1935 года в городе Бернбург, Саксония-Анхальт. Активно заниматься боксом начал в раннем детстве, проходил подготовку в берлинском спортивном клубе «Форвертс». Первого серьёзного успеха на ринге добился в 1957 году, когда в полулёгком весе стал чемпионом ГДР (впоследствии повторил это достижение ещё три раза в 1959, 1960 и 1962 годах). В 1961 году ездил на чемпионат Европы в Белград, откуда привёз медаль бронзового достоинства (в полуфинале по очкам проиграл советскому боксёру Алексею Засухину). В 1963 году боксировал на европейском первенстве в Москве, однако выбыл из борьбы за медали уже на предварительной стадии турнира.
Благодаря удачному выступлению на отборочных соревнованиях в Шверине Шульц удостоился права защищать честь страны на летних Олимпийских играх 1964 года в Токио — сумел дойти здесь до стадии полуфиналов, но во втором раунде полуфинального матча был нокаутирован представителем СССР Станиславом Степашкиным, который в итоге и стал олимпийским чемпионом. Получив бронзовую олимпийскую медаль, вскоре Хайнц Шульц принял решение завершить карьеру спортсмена.